# Alarico I
Alarico I (en gótico *𐌰𐌻𐌰𐍂𐌴𐌹𐌺𐍃, Alareiks:  ‘rey de todos’; en latín: Alaricus; Peuce, 370 /75 -Cosenza, 410) fue un caudillo militar visigodo de la tribu de los tervingios. Es considerado el primer rey histórico de los visigodos, hijo (o nieto paterno) del caudillo visigodo Rocestes y hermano (o sobrino) de Afarid, forma parte de la llamada dinastía baltinga.
Su reinado se sitúa entre 395 y 410. Es conocido sobre todo por su saqueo de Roma en 410, un acontecimiento decisivo en la caída del Imperio romano de Occidente.
Alarico comenzó su carrera bajo el mando del general godo Gainas, y más tarde se unió al ejército romano. Se lo menciona por primera vez como jefe de una banda mezclada de godos y pueblos aliados, que invadió Tracia en 391, los cuales fueron detenidos por el general romano Estilicón. En 394, mandó una fuerza goda de 20 000 hombres que ayudó al emperador Teodosio I en la derrota del usurpador Eugenio y su comandante, el magister militum franco Arbogastes, en la batalla del Frígido. A pesar de ello, Alarico recibió escaso reconocimiento por parte del emperador. Decepcionado, dejó el ejército, fue elegido rey de los visigodos en 395 y marchó hacia Constantinopla hasta que fue alejado por fuerzas imperiales. Luego se trasladó hacia el sur, a Grecia, donde saqueó el Pireo (el puerto de Atenas) y destruyó Corinto, Megara, Argos y Esparta. A pesar de todo, el emperador de Oriente Arcadio nombró a Alarico magister militum, el más alto rango militar, en Iliria, lo que demuestra que era un ciudadano romano, ya que solo un romano podía ostentar ese rango.
En 401 Alarico invadió Italia, pero fue derrotado por Estilicón en Pollentia (la moderna Pollenza) el 6 de abril del 402. Una segunda invasión ese mismo año también acabó en derrota en la batalla de Verona, aunque forzó al Senado romano a pagar un gran subsidio a los visigodos. Durante la invasión de Italia de Radagaiso en 406, permaneció inactivo en Iliria. En 408, el emperador de Occidente Honorio ordenó la ejecución de Estilicón y su familia, en respuesta a los rumores de que el general había llegado a un trato con Alarico. Honorio entonces incitó a la población romana a masacrar a decenas de miles de esposas e hijos de los godos foederati que servían en el ejército romano. Los soldados godos entonces se pasaron a Alarico, incrementando el tamaño de su fuerza en alrededor de 30.000 hombres, y se unieron a su marcha sobre Roma para vengar a sus familias asesinadas.
Moviéndose rápidamente a lo largo de calzadas romanas, Alarico saqueó las ciudades de Aquileya y Cremona y las tierras a lo largo de la costa adriática. El rey visigodo entonces puso sitio a Roma en 408, pero el Senado acabó pagando un sustancioso rescate. Además, forzó al Senado a liberar a todos los 40.000 esclavos godos en Roma. Honorio, sin embargo, rechazó nombrar a Alarico como el comandante del ejército romano de Occidente, y en 409 los visigodos de nuevo rodearon Roma. Alarico alzó el bloqueo después de proclamar emperador de Occidente a Atalo. Atalo lo nombró magister utriusque militiae («generalísimo»), pero rechazó permitirle enviar a un ejército a África. Las negociaciones con Honorio se rompieron, después de lo cual Alarico depuso a Atalo en el verano de 410 y asedió Roma por tercera vez. Los aliados dentro de la capital le abrieron las puertas el 24 de agosto, y durante tres días sus tropas  saquearon la ciudad. Aunque los visigodos se dedicaron al pillaje de Roma, trataron a sus habitantes humanamente y sólo quemaron unos pocos edificios. Habiendo abandonado un plan para ocupar Sicilia y el Norte de África después de la destrucción de su flota en una tormenta, Alarico murió mientras los visigodos avanzaban hacia el norte.

## Primeros años

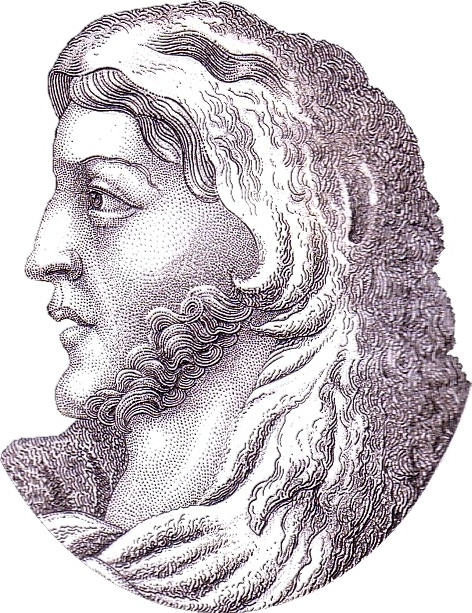
Retrato imaginario de Alarico en C. Strahlheim, Das Welttheater, 4. Band, Fráncfort del Meno, 1836

Nacido en la isla de Peuce en la boca del delta del Danubio en lo que hoy es Rumanía, la fecha de su nacimiento se discute, dando los estudiosos como fechas probables el 365/370 y el 375. Pertenecía a la  dinastía baltinga de los godos tervingos. Los godos sufrieron reveses contra los hunos, así que hicieron una emigración masiva cruzando el Danubio, y guerrearon contra Roma. Alarico era probablemente un niño durante este período.

## Al servicio de los romanos
Su infancia transcurrió en el interior del Imperio romano, pues su pueblo había conseguido un pacto con el emperador Teodosio I y estaban asentados como foederati en Mesia desde el año 382, tras los acontecimientos que llevaron a la insurrección de los godos y la derrota y muerte del emperador de Oriente, Valente, en la batalla de Adrianópolis en 378. Durante el siglo IV, los emperadores romanos habitualmente empleaban foederati: tropas irregulares bajo mando romano, pero organizados por estructuras tribales. Para evitar que las poblaciones provinciales sufrieran impuestos excesivos y ahorrar dinero, los emperadores empezaron a emplear unidades reclutadas de tribus germánicas. El más amplio de estos contingentes fue el de los godos, a quienes en 382 (376 en algunas fuentes), se les había permitido asentarse dentro de las fronteras imperiales, manteniendo amplio grado de autonomía.
Mandó un ejército visigodo aliado de los romanos (387–395). En 394 Alarico fue jefe de los foederati bajo Teodosio I para derrotar al usurpador Eugenio. Como la batalla del Frígido, que remató esta campaña, se luchó en los pasos de los Alpes Julianos, Alarico probablemente supo la debilidad de las defensas naturales de Italia en su frontera nordeste en la cabeza del mar Adriático.
Teodosio murió en 395, dejando al imperio dividido entre sus dos hijos Arcadio y Honorio, el primero asumiendo la porción oriental del imperio y el segundo, la porción occidental. Arcadio mostró escaso interés en gobernar, dejando la mayor parte del poder verdadero en su prefecto pretoriano Rufino. Honorio era aún menor; como guardián, Teodosio había nombrado al magister militum Estilicón. Estilicón también reclamó ser guardián de Arcadio, causando gran rivalidad entre las cortes occidental y oriental.
Según Edward Gibbon en la Historia de la decadencia y caída del Imperio romano, durante los cambios en los cargos que tuvieron lugar a comienzo de los nuevos reinados, Alarico aparentemente esperaba ser promovido de mero comandante al rango de general en uno de los ejércitos regulares. Sin embargo, se le negó esta promoción. Entre los visigodos asentados en la Baja Mesia (ahora parte de Bulgaria y Rumanía), la situación era propicia a la rebelión. Habían sufrido desproporcionadamente grandes pérdidas en Frígido. Según un rumor, exponer a los visigodos en batalla era una manera muy conveniente de debilitar a las tribus godas. 
Esto, combinado con sus recompensas post-batallas, les impulsó a alzar a Alarico «sobre el escudo» y proclamarle rey; según Jordanes, un burócrata romano del siglo V de origen godo que más tarde se dedicó a la historia, tanto el nuevo rey como su pueblo decidieron «más buscar nuevos reinos por sí mismos, que dormitar en pacífico sometimiento al gobierno de otros». Parece ser que los herederos de Teodosio I no se enteraron. Según las crónicas de San Isidoro, «Los godos, rehusando el patrocinio de foedus romano, constituyen en asamblea a Alarico en rey suyo, juzgando que era indigno ser súbdito del poder de Roma, de cuyas leyes y compañía se habrían separado vencedores en la batalla». El rey Flavio Alarico fue crucial en el proceso de descomposición del Imperio romano de Occidente.

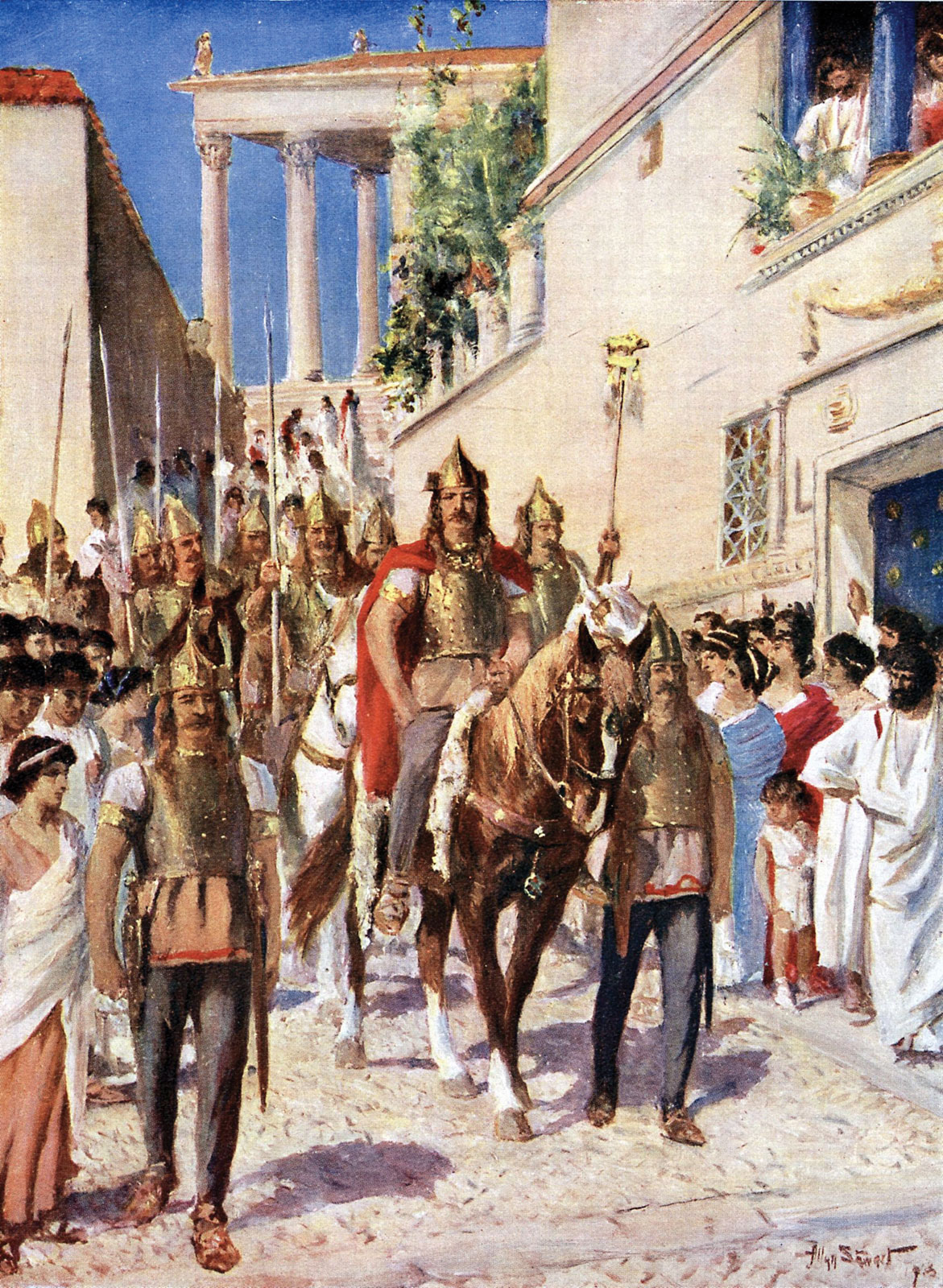
Representación imaginaria de los años veinte de Alarico desfilando por Atenas después de conquistar la ciudad en 395

## En Grecia

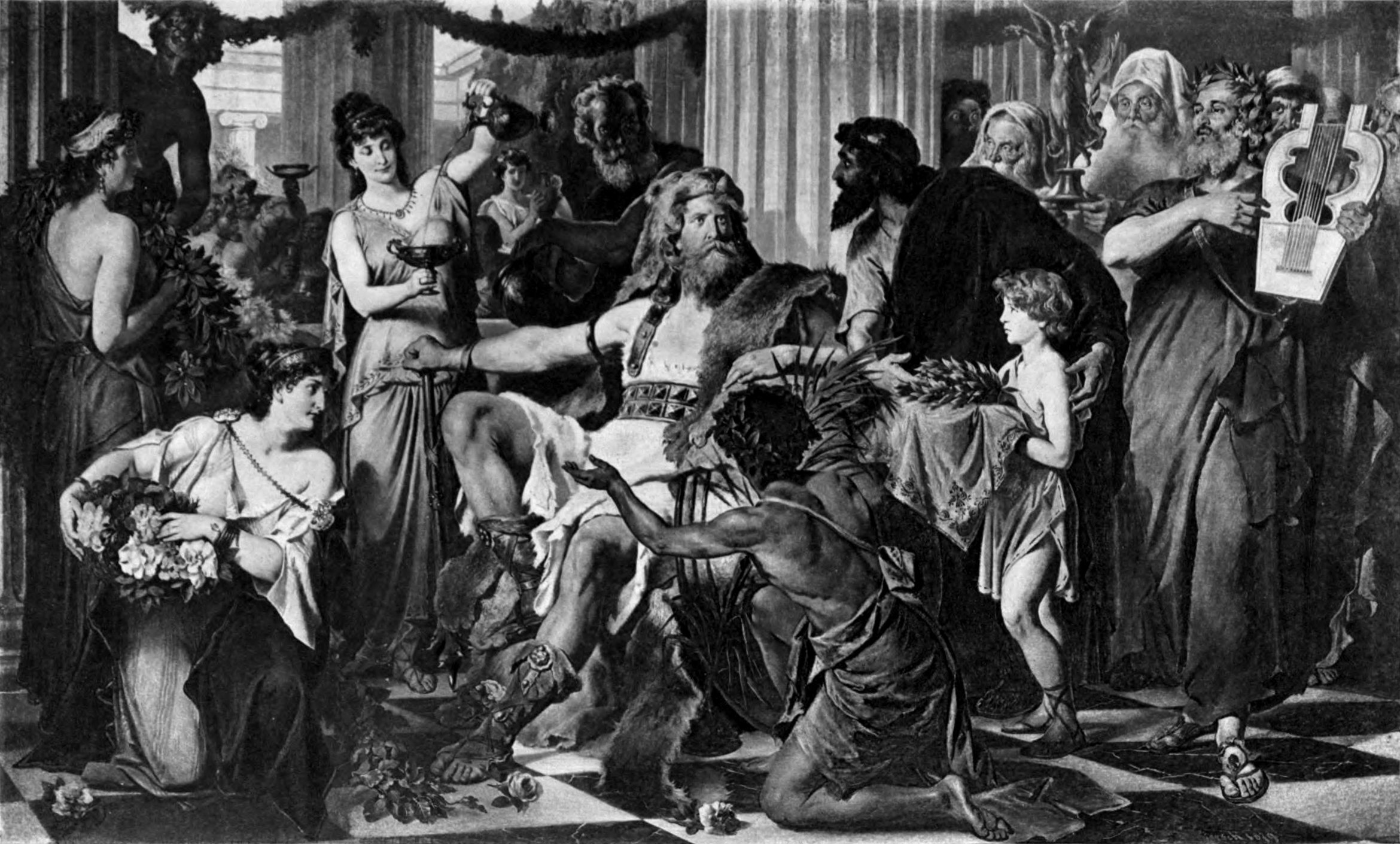
Alarico en Atenas por Ludwig Thiersch, 1894

Alarico golpeó primero al imperio oriental. Marchó por las cercanías de Constantinopla pero, encontrándose incapaz de ponerle sitio, retrocedió sobre sus pasos hacia el Oeste y luego marchó hacia el sur a través de Tesalia y el paso no guardado de las Termópilas hacia Grecia. Los ejércitos del imperio de Oriente estaban ocupados con las incursiones hunas en Asia menor y Siria. En lugar de ello, Rufino intentó negociar con Alarico en persona, pero solamente logró suscitar sospechas en Constantinopla que Rufino estaba en complot con los godos. Estilicón entonces marchó hacia el Este contra Alarico. Atacado por Estilicón, Alarico se vio forzado a replegarse. Según Claudiano, Estilicón estaba en una posición para destrozar a los godos cuando Arcadio le ordenó, por influencia de Rufino, dejar Iliria. Estilicón tenía problemas con Arcadio y con la creciente influencia de su favorito Rufino. Poco después, los propios soldados de Rufino mataron a Rufino a hachazos. El poder en Constantinopla pasó entonces al chambelán eunuco Eutropio.
La muerte de Rufino y la marcha de Estilicón permitió a Alarico libertad de movimientos; saqueó el Ática en 396 (entre sus saqueos se encuentra el del santuario abandonado donde se realizaban los misterios eleusinos) pero libró a Atenas, que capituló rápidamente ante el conquistador. Luego penetró en el Peloponeso y capturó sus ciudades más famosas—Corinto, Argos, y Esparta—vendiendo a muchos de sus habitantes como esclavos.
Aquí, sin embargo, su victoriosa carrera sufrieron un serio revés. En 397 Estilicón cruzó el mar hacia Grecia y triunfó atrapando a los godos en las montañas de Foloi, en las fronteras de Elis y Arcadia en la península. Desde allí Alarico escapó con dificultad, y no sin alguna sospecha de connivencia con Estilicón, quien supuestamente de nuevo había recibido órdenes de marcharse. 
Alarico entonces cruzó el golfo de Corinto y siguió con el saqueo de Grecia hacia el norte a Epiro. Aquí continuó su conducta violenta hasta que el gobierno oriental lo nombró magister militum per Illyricum, dándole el mando romano que deseaba, así como la autoridad para reabastecer a sus hombres con los arsenales imperiales. El joven emperador Arcadio encontraría una solución pactando con los visigodos, y consiguió asentar a Alarico y sus gentes en Iliria, zona que pertenecía por entonces al imperio oriental, pero que se disputaba con la parte occidental por su proximidad a Italia. Con ello, consiguió trasladar el problema visigodo de la zona oriental del imperio a la occidental, al alejar al peligroso Alarico de Constantinopla, lo que enervó a Estilicón, quien acabó por desentenderse de cualquier problema oriental o de Arcadio.

## Primera invasión de Italia
En el año 400, envalentonado y descontento con sus nuevas tierras, quizás ansioso de poder, Alarico marchó sobre Italia. Fue probablemente en 401 cuando Alarico invadió por vez primera a Italia, originalmente con la intención de pedir un cargo más cercano a Roma. Alarico tenía una fascinación por la «edad de oro» de Roma e insistió a sus correligionarios en que lo llamasen Flavius Alaricus. Según el poeta romano Claudiano, dijo que oyó una voz procedente de una arboleda sagrada, «Rompe todos los retrasos, Alarico. Este mismo año forzarás la barrera alpina de Italia; penetrarás en la ciudad». Pero esa supuesta profecía no se cumplió entonces. Difundió la desolación por Italia septentrional y aterrorizando a los ciudadanos de Roma. Fue detenido por Estilicón, quien lo derrotó el 6 de abril del 402 (coincidiendo con la Pascua) en la definitiva batalla de Pollentia, hoy en el Piamonte. Fue una victoria costosa para Roma, pero detuvo con efectividad el progreso de los godos. Lo forzaron a retirarse de Italia. 
Los enemigos de Estilicón más tarde le reprocharon haber obtenido su victoria aprovechándose de forma impía de la gran festividad cristiana. Alarico era cristiano arriano (al contrario que Estilicón que era ortodoxo), aunque continuó practicando los rituales paganos de sus antepasados así como observando las prácticas rituales cristianas. Había confiado en la santidad de la Pascua para quedar inmune al ataque.
La esposa de Alarico supuestamente fue tomada prisionera después de esta batalla; no es irracional suponer que él y sus tropas se vieron obstaculizados por la presencia de grandes cantidades de mujeres y niños, que dio a su invasión de Italia el carácter de una migración humana.
Después de otra derrota ante Verona, Alarico dejó Italia, probablemente en 403. No había «penetrado en la ciudad» pero su invasión de Italia produjo importantes resultados. Hizo que la residencia imperial pasara de Milán a Rávena, e hizo necesario que la Legio XX Valeria Victrix se retirara de Britania.

## Segunda invasión de Italia
Es probable que Alarico y Estilicón tratasen una tregua o alianza para hacer frente a los problemas que estaban destruyendo la parte occidental del Imperio: vándalos y godos en el norte de Italia, insurrección de las tropas de Britania y pronunciamientos de militares que se proclamaban césares, y, además, suevos, vándalos y alanos cruzando el Rin en 406. Alarico se había hecho amigo y aliado de su otrora oponente, Estilicón. Para el año 407, el distanciamiento entre las cortes oriental y occidental se había hecho tan amargo que amenazaba con la guerra civil. Estilicón propuso usar a las tropas de Alarico para reforzar la pretensión de Honorio a la prefectura de Iliria. La muerte de Arcadio en mayo de 408 hizo que prevaleciera una postura más suave en la corte occidental, pero Alarico, que ya había entrado en Epiro, exigió de una manera algo amenazadora que si de repente se le exigía desistir de la guerra, entonces debían pagarlo bien por lo que en lenguaje moderno se llamaría «costes de la movilización». La suma que señaló era bastante alta, 4.000 libras de oro. Bajo una fuerte presión ejercida por Estilicón, el Senado romano consintió en pagarlo.
Pero tres meses más tarde, Estilicón y los ministros principales de su partido fueron traicioneramente asesinados por orden de Honorio. En la inseguridad que siguió por toda Italia, las esposas y los hijos de los foederati fueron asesinados. En consecuencia, los godos se pasaron a Alarico y acudieron a su campamento, con lo que se incrementó el tamaño de su fuerza a alrededor de 30.000 hombres, y se unieron en su marcha sobre Roma para vengar a sus familias asesinadas. Entonces los guio, cruzando los Alpes Julianos y, en septiembre de 408, se encontraba frente a las murallas de Roma, sin ningún general capaz como Estilicón que la defendiese, y empezó un bloqueo estricto.
Esta vez no se derramó sangre; Alarico confió en el hambre como su arma más poderosa. Cuando los embajadores del Senado, solicitando la paz, intentaron intimidarlo con lo que podrían llegar a hacer los ciudadanos desesperados, se rio y dio su célebre respuesta: «¡Cuando más espeso el heno, más fácil se corta!» Después de mucho negociar, los ciudadanos golpeados por el hambre estuvieron de acuerdo con pagar un rescate de 5.000 libras de oro, 30.000 libras de plata, 4.000 túnicas de seda, 3.000 cueros teñidos de escarlata y 3.000 libras de pimienta. Así terminó el primer asedio de Alarico a Roma. El valor combinado del oro y la plata en acuñación pura habría tenido un valor de 7000 libras en oro o 1.028 millones de sólidos —suficiente para atender las necesidades básicas de 200.000 adultos y niños durante un año, o equipar a 30.000 romanos de infantería y caballería.

### Segundo asedio de Roma

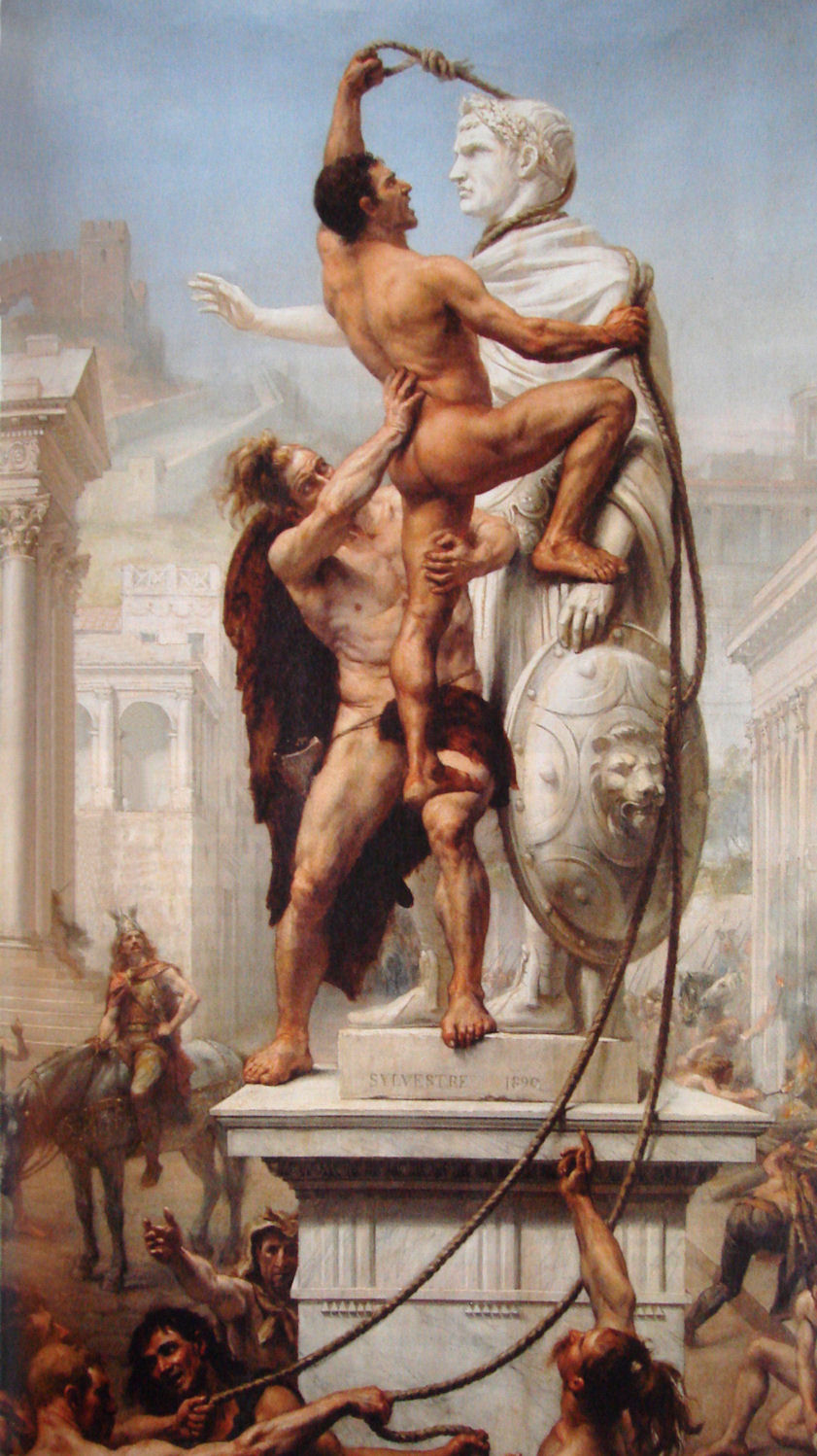
El saqueo de Roma por los visigodos el por J-N Sylvestre (1890)

Los visigodos de Alarico, aprovechando la débil situación del Imperio de Occidente, fuerzan al emperador Honorio a refugiarse en la inexpugnable ciudad de Rávena y marchan de nuevo sobre Italia. Intentaron llegar a un acuerdo con Honorio. A lo largo de su carrera, el principal objetivo de Alarico no era socavar al imperio, sino asegurar para sí una posición regular y reconocida dentro de las fronteras del Imperio. Sus exigencias eran ciertamente grandes: la concesión de un trozo de territorio de 200 millas de largo por 150 de ancho entre el Danubio y el golfo de Venecia (para tenerlos en ciertos términos de dependencia nominal del Imperio) y el título de comandante en jefe del Ejército Imperial. Por muy exorbitantes que fueran sus términos, habría recibido mejor consejo si le hubieran dicho que se lo concediera. Honorio, sin embargo, rechazó ver más allá de su propia seguridad, garantizada por los diques y las marismas de Rávena. Todos los intentos de llegar a una negociación satisfactoria con el emperador fracasaron y entonces Alarico, después de un segundo sitio y bloqueo de Roma en 409, llegó a un acuerdo con el Senado. Con su consentimiento, estableció a un emperador rival, el prefecto de la ciudad, un griego llamado Prisco Atalo.

### Tercer asedio de Roma
Alarico destituyó a su poco efectivo emperador títere después de once meses y reabrió las negociaciones con Honorio. Estas negociaciones podrían haber tenido éxito de no haber sido por la influencia de otro godo, Saro, un amelungo, y por lo tanto enemigo secular de Alarico y los suyos. Alarico, de nuevo superado por las maquinaciones del enemigo, marchó hacia el sur y comenzó su tercer asedio de Roma. Aparentemente, la defensa era imposible; hubo sospechas, no del todo acreditadas, de traición; la sorpresa es la explicación más plausible. Sea como fuere, pues nuestra información en este punto de la historia es escasa, el 24 de agosto del 410 Alarico y sus visigodos irrumpieron por la Porta Salaria en el nordeste de la ciudad. Roma, durante tanto tiempo victoriosa contra sus enemigos, estaba ahora a merced de sus conquistadores extranjeros.
Los eclesiásticos contemporáneos documentaron con maravilla muchos casos de la clemencia de los visigodos: iglesias cristianas salvadas de los estragos; protección otorgada a amplias multitudes tanto de paganos como de cristianos que se refugiaban allí; vajillas de oro y plata que se encontraron en una morada privada, que se libó porque «pertenecía a San Pedro»; al menos un caso en el que una bella matrona romana apeló, no en vano, a los mejores sentimientos del soldado godo que intentó deshonrarla. Pero incluso estos casos excepcionales muestran que Roma no se libró del todo de los horrores que usualmente acompañan la entrada a una ciudad asediada. Pese a todo, las fuentes escritas no mencionan daños por el fuego, salvo los jardines de Salustio, que estaban situados cerca de la puerta por la que los godos hicieron su entrada; ni hay razón alguna para imputarles amplia destrucción de los edificios de la ciudad a Alarico y sus seguidores. Ardió la Basílica Emilia, en el Foro romano, lo que quizás pueda atribuirse a Alarico: la evidencia arqueológica de monedas que datan de 410 y que se encontraron fundidas en el suelo. La tumba de los emperadores paganos del Mausoleo de Augusto y Castillo de Sant'Angelo fueron registrados y las cenizas dispersadas.[cita requerida]
Alarico reclamó al emperador Honorio ser nombrado magister militum o general de los ejércitos del Imperio, ya que como romano de pleno derecho podía reclamar dicho honor, pero esa pretensión jamás se vería cumplida. Sin embargo, de Roma se llevó como botín a la hermanastra del emperador, a la princesa Gala Placidia.

Desde que tomé Roma en mis manos, nadie ha vuelto a menospreciar el poder de los godos. Lo que impulsó el afán de conquistas y el deseo de aventuras dio grandeza a un pueblo necesitado de patria.
Flavio Alarico I, rey de los visigodos

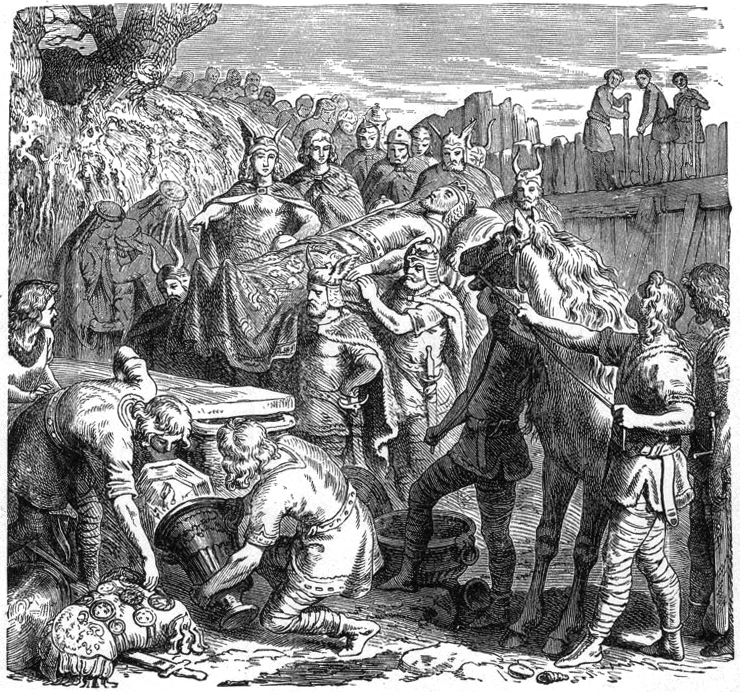
El entierro de Alarico en el lecho del río Busento. Grabado de 1895, obra de Heinrich Leutemann.

Aquel primer saqueo de la Roma clásica conmocionó al mundo civilizado de aquel tiempo, como se desprende, por ejemplo, de la obra de San Agustín, obispo de la ciudad de Hipona.

### Muerte y funeral
Alarico, habiendo penetrado en la ciudad, marchó luego hacia el sur, a Calabria. Alarico empezó a soñar con el norte de África que, gracias a su grano, se había convertido en la clave para retener Italia. Partió hacia la Reggiana con la intención de embarcar hacia el «granero de Roma». Pero una tormenta destruyó sus barcos y muchos de sus soldados se ahogaron. Lo cierto es que los visigodos eran un pueblo aguerrido y endurecido, pero no destacaban precisamente por sus conocimientos náuticos, así que el paso a África no dependía de ellos. Además, la Fortuna no le sonrió y Alarico encontró la muerte prematuramente en Cosenza a una edad de 35 (o 40) años, posiblemente debido a una fiebre y, según la leyenda, su cuerpo fue enterrado en el lecho del río Busento conforme a las prácticas paganas de su pueblo visigodo. Los eruditos se preguntan a menudo sobre la causa de la muerte del rey Alarico. Recientemente, Francesco Galassi y sus colegas leyeron detenidamente todas las fuentes históricas, médicas y epidemiológicas que pudieron encontrar sobre la muerte del rey, y concluyeron que la causa subyacente debió ser malaria (paludismo).
Desviaron el curso del río Busento a su paso por Cosenza y enterraron a Alarico y su tesoro en el lecho del río, devolviendo luego el río a su curso normal y matando a los esclavos que realizaron la obra. Una historia similar se cuenta sobre el tesoro de Decébalo, enterrado bajo un río en el año 106. Estos enterramientos repiten modelos escitas del Danubio inferior y el mar Negro.
A Alarico le sucedió en el mando del ejército godo su cuñado Ataúlfo, quien se casó con la hermana de Honorio, Gala Placidia, tres años después. Alarico fue suegro del futuro rey visigodo Teodorico I y padre de una hija que casó con Brond, rey de los anglosajones. Estos últimos fueron padres de Friwin de Morinie, bisabuelo de Cerdic de Wessex, fundador de la Casa Real de Wessex en Inglaterra.[cita requerida]
Aunque se habla de él como el primero de los reyes visigodos, fue más bien un caudillo militar y nunca llegó a pisar la península ibérica. La línea de reyes godos empieza propiamente con su sucesor, primo y cuñado Ataúlfo que, casado con Gala Placidia en 414, encontró la muerte en la ciudad de Barcino en 415. El Reino visigodo de Tolosa, como estado federado de Roma (418–476), estaba asentado en la provincia Aquitania secunda, por lo que su política e intervenciones militares quedaban lejos de Hispania. No obstante, las intervenciones de Teodorico I (418–453) en Hispania fueron numerosas, ya sea como pueblo federado de Roma o por iniciativa propia. Solo tras la derrota visigoda en la batalla de Vouillé y el periodo llamado interregnum ostrogodo (507–549), tendrá lugar el nacimiento del Reino visigodo de Toledo.